# Khaled Gasmi
Khaled Gasmi é um ex-futebolista tunisiano. Ele competiu na Copa do Mundo FIFA de 1978, sediada na Argentina, na qual a seleção de seu país terminou na nona colocação dentre os 16 participantes.